# Візит Ентоні Ідена до Москви (грудень 1941)
Візит Міністра закордонних справ Великої Британії Ентоні Ідена до Москви — відбувався від 16 до 22 грудня 1941 року.

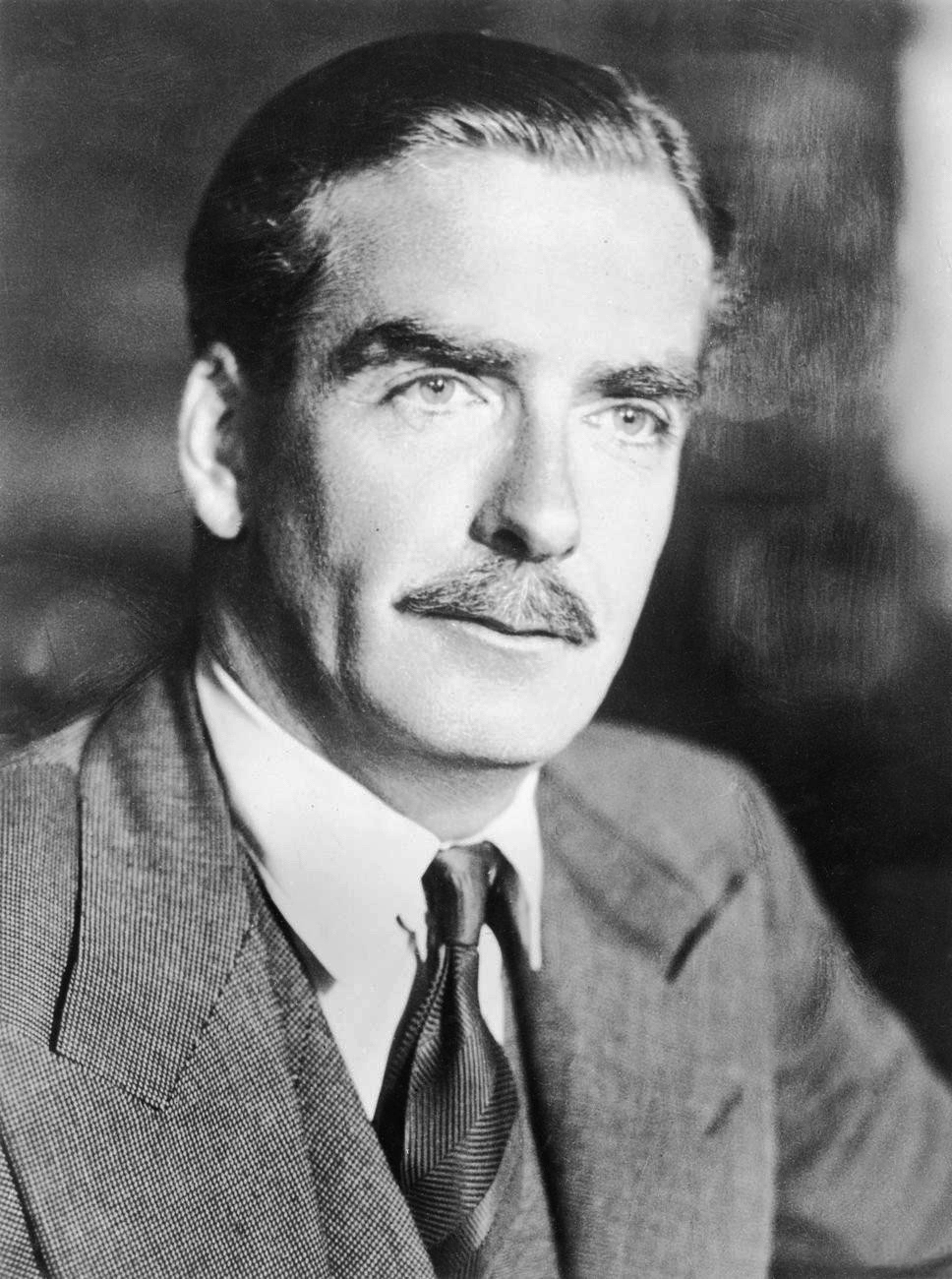

## Передісторія
Велика Британія та Російська імперія неодноразово були союзниками і входили до різних коаліцій. 
Під час Першої світової війни вони входили до Антанти. Після Жовтневого перевороту більшовицьке керівництво держави , порушивши угоду про неукладення сепаратного миру, розпочало сепаратні мирні переговори з Центральними державами і у березні 1918 року підписало сепаратну мирну угоду.
Протягом 1918—1939 років керівництво РРФСР, а потім СРСР, вело пропаганду проти своїх колишніх союзників, що ґрунтувалася на теоретичних настановах «класової боротьби» і очікуваної перемоги «світової революції». Керівництво СРСР використовувало для пропаганди апарат Комінтерну та так звані «секції» Комінтерну — комуністичні та ліві партії країн Європи, що увійшли до Комінтерну. Для вирішення зовнішньополітичних проблем керівництво СРСР припускало застосування наступальних військових засобів  .
Після Мюнхенської угоди керівництво СРСР переглянуло свою зовнішню політику щодо Німеччини, Франції, Японії. У жовтні 1938 року між представниками Німеччини і СРСР була досягнута домовленість про припинення нападів на радіо і у пресі на керівних діячів обох країн. Від весни 1939 року контакти дипломатичних представників СРСР з німецькими колегами набули такого ж активного характеру, як і з англійськими чи французькими. Одним із прикладів взаємодії російських більшовиків із німецькими націонал-соціалістами на той час була угода про продовження виконання воєнного замовлення для Радянського Союзу на захоплених Німеччиною чехословацьких заводах «Шкода».
Керівництво СРСР провадило у 1938—1939 роках «подвійну гру» щодо англо-французького блоку та Німеччини. Після окупації та поділу Чехословаччини велися переговори як з Німеччиною, так і з Англією та Францією.
1939 року делегації Великої Британії, Франції та СРСР провадили перемовини, метою яких була угода про «ефективний пакт взаємодопомоги проти агресії» та про форми і розміри допомоги одне одному та гарантованим державам 
На той час відбулася зміна громадської думки у країнах Західної Європи та США від оцінки СРСР як революційної сили, оплоту боротьби із фашизмом — до страху перед непередбачуваними діями його керівництва у зовнішній політиці та терористичним режимом, встановленим у країні . Після знищення кервництвом ВКП(б) на чолі з Й. Сталіним більшої частини вищого та середнього командного складу Червоної армії Англія та Франція перестали бачити в СРСР надійного воєнного партнера .
У серпні 1939 року СРСР припинив перемовини із Англією та Францією і підписав Договір про ненапад з Німеччиною, що дозволив Німеччині розв'язати війну проти союзника Великої Британії — Польщі.
Від початку Другої світової війни керівництво СРСР звинуватило у розв'язанні війни Велику Британію та Францію.
Велика Британія, Франція, а за ними й інші країни оголосили війну Німеччині. 17 вересня Червона армія СРСР, що розірвав договір про ненапад із Польщею, розпочала воєнні дії проти союзника Великої Британії — Польщі. Англія і Франція не оголосили війну СРСР.
Відповідно до господарських угод між СРСР та Німеччиною, у 1939—1941 роках СРСР постачав сировину для військової промисловості Німеччини та пальне для вермахту, що на той час вів бойові дії проти Великої Британії.
Після нападу СРСР на Фінляндію керівництво Великої Британії розглядало питання про військову допомогу Фінляндії. Оскільки СРСР постачав пальне для Німеччини, яке використовувалося при бомбардуванні міст Великої Британії, військове керівництво останньої розробило план нападу на нафтові промисли району Баку.
З початком Німецько-радянської війни Вінстон Черчилль виступив із спеціальною заявою на підтримку боротьби СРСР проти Німеччини.